# نصر الله البغدادي
نصر الله بن أحمد البغدادي المعروف أيضا بـجلال البغدادي (1332 - 3 يوليو 1409) فقيه حنبلي ولغوي عراقي في القرن الثامن الهجري/ الرابع عشر الميلادي.

## سيرته
هو أبو الفتح نصر الله بن أحمد التستري البغدادي ولد ببغداد سنة 733 هـ/ 1332 م ومن أساتذته شمس الدين الكرماني. وولي غالب تدريسات الحديث ببغداد كالمستنصرية والمجاهدية. وصل دمشق في سنة 789 ثم رحل إلى مصر في 790 وكان يصف «مقتدراً على النظم والنثر». توفي في 20 صفر 812/ 13 يوليو 1409 بالقاهرة.

## مؤلفاته
- أنيس الغريب وجليس الأريب: وهو نظم غريب القرآن وفيه تحقيقات لغوية مهمة. قال عباس العزاوي «عندي نسخة مخطوطة منه برقم 27 كتبت في ربيع الآخر سنة 861 هـ بقلم يوسف بن يحيى الكرماني. »
- نظم الوجيز